# Enter (album de Cybotron)
Pour les articles homonymes, voir Enter.
Albums de Cybotron
Techno City
(1984)
Enter est le premier album de Cybotron, paru en 1983 sur le label Fantasy Records. 

## Titres
| No | Titre               | Durée |
| -- | ------------------- | ----- |
| 1. | Enter               | 5:37  |
| 2. | Alleys Of Your Mind | 3:34  |
| 3. | Industrial Lies     | 6:14  |
| 4. | The Line            | 5:01  |
| 5. | Cosmic Cars         | 4:21  |
| 6. | Cosmic Raindance    | 4:00  |
| 7. | El Salvador         | 5:49  |
| 8. | Clear               | 4:47  |

## Crédits
- Ingénieurs : Ben Grosse, Rob Martens, Will Spencer
- Guitar électronique : Jon-5 (John Howesley)
- Masterisé par : George Horn